# Rakim
William Michael Griffin Jr. (Wyandanch, New York, SAD, 28. siječnja 1968.), poznatiji po svom umjetničkom imenu Rakim, američki je reper i tekstopisac. Član je hip-hop glazbenog sastava Eric B. & Rakim, te se naširoko smatra kao jednim od najutjecajnijih i najboljih repera svih vremena.
MTV je album Paid in Full, koji je Rakim objavio s glazbenim sastavom Eric B. & Rakim, imenovao najboljim hip-hop albumom svih vremena, dok je samog Rakima na popis najznačajnijih repera svih vremena rangirao na četvrto mjesto. Glazbeni kritičar AllMusica, Steve Huey, izjavio je: "Rakim je gotovo u potpunosti priznat kao jedan od najvećih - možda i najveći - svih vremena unutar hip-hop zajednice." Urednici web stranice Dotdash smjestili su ga na drugo mjesto njihovog popisa "50 najboljih repera našeg vremena (1987. – 2007.)". Rakim je svoju glazbenu karijeru započeo kao član glazbenog sastava Eric B. & Rakim, koji je 2011. godine bio nominiran za ulazak u Rock and Roll Hall of Fame. Godine 2012., časopis The Source ga je na popisu "50 najboljih tekstopisaca svih vremena" smjestio na prvo mjesto.

## Djetinjstvo i mladost
Rakim je nećak pokojne američke R&B pjevačice i glumice Ruth Brown. Odrastao je u Wyandanchu, New Yorku te je s osamnaest godina postao dio njujorške hip-hop scene. Prijatelj Eric B. ga je upoznao s Marleyjem Marlom u čijoj kući su 1986. godine snimili pjesmu "Eric B. Is President".
Rakim, tada poznat kao Kid Wizard, je 1985. godine za vrijeme školovanja u srednjoj školi u Wyandanchu imao svoje prve nastupe uživo. Godine 1986., postao je član Nacije Islama, a zatim i član pokreta Five-Percent Nation (poznatog i kao The Nation of Gods and Earths), te je usvojio umjetničko ime Rakim Allah.

## Diskografija
| Samostalni studijski albumi - The 18th Letter (1997.) - The Master (1999.) - The Seventh Seal (2009.) Kompilacije - The Archive: Live, Lost & Found (2008.) | Studijski albumi sa sastavom Eric B. & Rakim - Paid in Full (1987.) - Follow the Leader (1988.) - Let the Rhythm Hit 'Em (1990.) - Don't Sweat the Technique (1992.) |

## Vanjske poveznice
- Rakim na AllMusicu
- Rakim na Discogsu
- Rakim na MusicBrainzu